# جو بولوك
جو بولوك (بالإنجليزية: Joe Bullock)‏ هو نقابي وسياسي أسترالي، ولد في 13 أبريل 1955 في سيدني في أستراليا. حزبياً، نشط في حزب العمال الأسترالي (1979 – 2018) والحزب الليبرالي الأسترالي (2018 – ). وقد انتخب عضو مجلس الشيوخ الأسترالي ‏ عن دائرة أستراليا الغربية (1 يوليو 2014 – 13 أبريل 2016).